# 女神注意報！
《女神注意報！》是FrontWing於2006年9月29日發售的戀愛冒險類型成人遊戲。後來由Milky改編成OVA於2007年至2008年期間共發售3集。

## 故事
來自天界的女神Fauna和Jordh奉命要殺死被「魔王之種」（魔王の種）寄生的川神幸介，但是被女神追殺的幸介卻反而挺身救Fauna並使自己重傷命危，Fauna便決定抗命救回幸介。為了守護幸介不讓惡魔色誘他而覺醒成為魔王復活，兩人與Leukothea三姊妹女神便來到弁天莊開始與他同居一起生活，此時惡魔Klotho也以黑崎夏希身份來到弁天莊企圖讓幸介成為魔王。

## 角色
川神幸介（聲優：竹田彬夫(OVA)）
本作男主角。獨自住在公寓「弁天莊」的G大學三年級學生。
Fauna（聲優：青山ゆかり）
身高：163cm，三圍：B84(E)/W57/H85
女神三姊妹的次女。原本是時間管理局的局長擁有操控時間能力，由於抗命救回幸介而遭到解職並逐出天界的懲罰，為此接受看守幸介的任務而來到弁天莊居住。
Jordh（聲優：海原エレナ）
身高：168cm，三圍：B91(G)/W61/H92
女神三姊妹的長女。任職於天界的研究所。擅長製作藥物。由於擔心Fauna便自願與她同行來到弁天莊居住。
Leukothea（聲優：野神奈々）
身高：150cm，三圍：B76(A)/W54/H72
女神三姊妹的三女，簡稱「レア」。還在學習中的實習女神。
黑崎夏希（聲優：まきいづみ）
身高：158cm，三圍：B80(C)/W59/H79
來自魔界企圖讓魔王復活的惡魔Klotho（クロト），以管理員的孫女身份來到弁天莊擔任代理管理員。

## 主題曲
片頭曲「Help! Heaven!」
作詞、作曲：ユウ，主唱：U
片尾曲
作詞、作曲：ユウ，主唱：U

## OVA
動畫版片名為《女神注意報！ The Animation》（めがちゅ！The animation），是由Milky共發售三集的成人動畫作品。第一集於2007年7月25日發售，第二集於2007年8月25日發售，第三集於2008年1月25日發售，合集版《女神注意報！ The BEST》於2010年9月17日發售。

## 外部連結
- 官方網站（页面存档备份，存于）（日語）